# Principado de Elba
El Principado de Elba fue una monarquía no hereditaria establecida en la isla mediterránea de Elba tras el Tratado de Fontainebleau el 11 de abril de 1814. Duró menos de un año, y su único rey fue Napoleón Bonaparte, que volvería a gobernar en Francia antes de su derrota definitiva y la disolución del principado.

## Historia

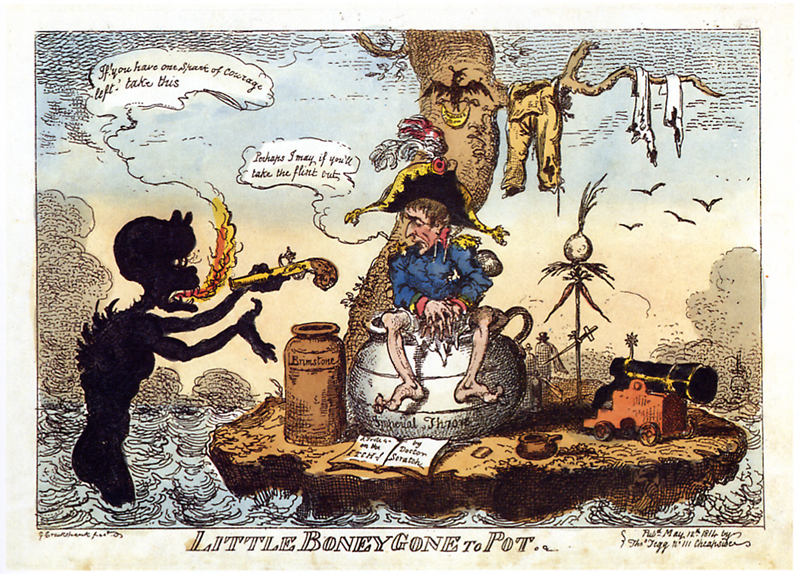
Caricatura de Napoleón en la isla. George Cruikshank (1814).

El 11 de abril de 1814 los artículos III y VII del Tratado de Fontainebleau concedía a Napoleón la isla de Elba y las pequeñas islas de Montecristo y Pianosa como principado, más una guardia personal de 400 voluntarios.
El dimitido emperador llegó a la isla el 3 de mayo de 1814. Once meses más tarde la abandonó para iniciar el periodo llamado de los Cien Días, que culminó con la derrota de Waterloo (1815). El Principado de Elba no fue restaurado y Napoleón fue enviado a la isla de Santa Helena en 1815, pasando el principado a manos del Gran Ducado de Toscana.

## Bandera
Napoleón dotó al principado de una bandera nacional blanca con una franja diagonal roja con abejas amarillas (las abejas eran el símbolo imperial de los Bonaparte). Su estandarte personal fue idéntico pero cuadrado, llevando flecos dorados y una letra "N".